# Alliance of Valiant Arms
『Alliance of Valiant Arms』（アライアンス オブ ヴァリアント アームズ、略称：A.V.AまたはAVA、朝鮮語：얼라이언스 오브 발리언트 암스）は、韓国のゲーム開発会社Redduckが開発したオンラインFPSゲーム。日本ではゲームオンがPmangコンテンツでサービスを提供している。2008年9月29日に開始されたクローズドベータテストが同年10月12日にて終了し、10月27日からオープンベータテストへ移行。同年12月1日に正式サービスが開始された。

## 概要
韓国産オンラインゲーム初のUnreal Engine3を採用しており、発売当時の他の韓国産無料オンラインFPSのに比べ、特に高精細なグラフィックが特徴のFPS。当時の動作環境では高スペックを要求されていたが近年のPCなら内蔵グラフィックスのローレンジ環境でも動作する。
プレイヤーは「EU軍」もしくは「NRF（Neo Russia Federation）軍」に分かれ、1ルーム最大32人でゲームを行う。
通信方式はクライアントサーバモデルを用いているため、ポートの解放が不要で詳しい知識を必要とせず、使用するマシンの性能を満たしていれば手軽にプレイが可能。

## 特徴
EU軍、NRF軍共にヘルメットを装備している兵科（スナイパー以外）があり、また、距離によって威力が減衰してしまうため、他ゲームで見られるようなヘッドショット=即死という訳ではない。
また、NRF軍の外国語ラジオチャットはロシア語である。EU軍は英語（日本語のラジオチャットは両軍共に大塚明夫が担当している）。
殲滅、爆破、S/D（スコア/デス）、AI、ローカルルールなどの専用チャンネルが実装されている。
武器は、耐久値を修理によって回復させる必要がある永久タイプ、耐久値がない期間タイプ、耐久値が0になると消滅する耐久タイプがある。
ゲーム内マネー（ユーロ）は、補給ポイントを100%にしたり、メダルの授与、掃討（AI）ミッションの報奨、便利アイテムなどへの課金で得ることができる。

## ゲームルール
現在、実装されているゲームルールは「傭兵殲滅」「殲滅」「奪取（Convoy）」「奪取（Cross Steal）」「爆破」「護衛」「鎮圧」「占領」「生存」「FFA」「感染」「脱出」の12
種類。

### 殲滅 (Annihilation)
チームデスマッチ（TDM）。制限時間内に目標のスコアを達成すれば勝利となる。制限時間内に目標スコアを達成できなかった場合はスコア数が高いチームが勝利となり、制限時間が終わったときに両チーム同点の場合はサドンデスとなる。死亡しても何度でもリスポーン（復活）できる。
また、死亡するとドッグタグを落とす。タグの敵味方問わず、このドッグタグを3つ集めると自チームのスコアに3ポイント、自分のスコアに1ポイントが加算されるが、3つに満たない状態で死亡すると0に戻る。

#### STADIUM
STADIUMは、2010 FIFAワールドカップの開催を記念して実装されたモードである。「Soccerモード」と「Dashモード」の二つがある。基本的なルールは通常の殲滅と変わりないが、近接武器のみ使用可能となっており、マップもサッカーのフィールドを模して作られている。

##### Soccer
Soccerでは、試合開始後、数秒後にMAP中央にサッカーボールが置かれ、両軍ともにそれを取得することができる。取得した者は頭部が大きなサッカーボールに覆われる。ボールを持つプレイヤーは敵のゴールに侵入することで得点を得ることができ、自軍プレイヤーにスコア+1、チームスコアに+10される。そして、ゴールして5秒後に再びMAP中央にボールが出現する。
ボールを持つプレイヤーが倒されるとその場にボールはドロップされる。また、普通に近接武器を用いて敵を倒すことでスコアが入る。

##### Dash
Dashは、Soccerと異なり、サッカーボールは出現しない。プレイヤーが敵軍ゴールに侵入することでプレイヤーのスコアに+1、チームスコアに+2される。
また、普通に近接武器を用いて敵を倒すことでスコアが入る。

#### MERCENARY
MERCENARY（傭兵モード）は、プレイヤー人数が設定人数に満たない場合にAIがゲームに参加するモードである。ルールは通常の殲滅戦と同様であるが、ゲームの途中から、両軍共に特殊な銃器を持った傭兵隊長が出現する。傭兵隊長を倒すとそれらの銃器がドロップされ、使用できるようになる。

#### MOSQUE
MOSQUEは、プレイヤーはハンドガンまたは近接武器を装備した状態で試合が始まる。試合開始後、両軍のリスポーン地域に10個の武器が置かれ、プレイヤーはこの武器を拾って戦う形式となる。また、爆破と同じように、ラウンド中に倒されるとラウンドが終了するまでは復活しない。敵軍を全滅したチームが勝利となる。

#### SNIPER
SNIPER（狙撃）は、スナイパー専用モードである。基本的なルールは通常の殲滅と変わりないが、スナイパー以外の兵種に変更することはできない。スナイパーライフルだけでなくサブ武器や投擲武器、近接武器も使用可能である。
- 殲滅戦マップ
  - CASTLE ROCK
  - CHROMITE
  - SNAKE EYE
  - SNAKE EYE (NIGHT OPS)
  - COLD CASE
  - ANACONDA
  - STADIUM -SOCCER-
  - STADIUM -DASH-
  - PYRAMID
  - GALLERY
  - TOWN SHIP
  - WINDMILL
  - BLIND EAGLE
  - BARRICADE
  - DOCK
- 傭兵モードマップ（MERCENARY）
  - COLD CASE
  - PYRAMID
  - TOWNSHIP
- 全滅戦マップ
  - MOSQUE

### 奪取 (Convoy)
攻撃側（EU軍）は、制限時間内に小型核爆弾を奪取し脱出地点まで運ぶか、敵を全滅させればラウンド勝利となる。
防衛側（NRF軍）は、制限時間中、小型核爆弾の奪取を阻止するか、敵を全滅させればラウンド勝利となる。小型核爆弾が保管されている金庫、もしくは脱出地点までの通路上にあるゲートを開くと警報が作動する。核爆弾を持った敵兵を脱出地点まで到達させなければNRF軍の勝利となる。
- 奪取戦（Convoy）マップ
  - BREAK OUT
  - BREAK OUT - NIGHT
  - RUNAWAY

### 奪取 (Cross Steal)
Cross Steal（奪取）は、Convoy（奪取）とは異なるルールである。また、このルールは両軍ともに同じである。両軍の陣地には核ミサイルの発射キーが設置されている。敵軍の発射キーを奪取し、自軍の陣地にある発射キーと二つセットにすることでポイントが加算される方式の、いわゆるキャプチャー・ザ・フラッグ方式のゲームである。先に目標取得スコアに達したチームが勝ちである。制限時間内で両軍ともに同じポイントで決着がつかない場合、延長戦に突入する。延長戦に突入した場合、先に1ポイントを先取した方が勝ちである。また、死亡しても何度でもリスポーンできる。発射キーを持つ者は敵味方にかかわらずマップ上に表示される上、取得したまま死亡すると発射キーは消滅してしまうので注意が必要。発射キーを二つ揃えたり、キーを持つ者が倒されると、その5秒後に各陣営に発射キーが再び出現する。
- 奪取戦（Cross Steal）マップ
  - CONVEYOR
  - BLIND EAGLE

### 爆破 (Demolition)
Demolition（爆破）は、制限時間内に目標地点へ爆弾（C4）を設置若しくは設置を阻止、設置された爆弾を解除することを目的としたルールである。
ラウンド制であり、1ラウンド2分30秒（以前は3分）で、全ラウンドのうち過半数以上をとったチームが勝利となる。数ラウンドすると攻守の交代がある。
ラウンド中に倒されるとラウンドが終了するまでは復活しない。攻撃側（EU軍）は、2ヶ所の爆破地点のどちらかに敵の妨害を阻止しつつ爆弾を輸送・設置し、目標地点を爆破する。防衛側（NRF軍）は、2ヶ所の爆破地点へのEU軍侵攻を阻止し、設置された場合は解除する。また、両軍共に設置前なら敵を全滅させることで勝利となる。設置後は攻撃側は敵全滅でも勝利できるが、防衛側は敵全滅だけではなく爆弾を解除する必要があり、爆弾解除ができなければ敗北となる。攻撃側が目標地点を爆破すると攻撃側全員のスコアが+1され、防衛側が爆弾を解除すると防衛側全員のスコアが+1される。爆破の特徴として、敵が倒された際にドロップするメイン武器はラウンドが終了するまで消えない、設置後は制限時間を過ぎても爆破若しくは解除されるまでラウンドが続くことが挙げられる。また、「爆破ランダム」に於いては下記実装済み爆破マップ全ての中からランダムに選択されたステージで、「HOT爆破ランダム」では定期的に行われるアンケートを参考にした人気マップ8つの中からランダムに選択されたステージで、プレイすることが出来る。大会やランクマッチでは、「HOT爆破ランダム」や、この対象マップから一つ選ばれたマップでプレイされることが多い。

#### AI爆破
AI爆破は、基本的なルールは通常の爆破と同じだが、戦績はカウントされず、プレイヤーは攻撃側のみで攻守の交代は無い。部屋作成時に最大人数を1,4,5,6人に設定できるが、攻撃側が何人であろうと防衛側はAIが16名固定である。ラウンド開始時、AIは固定リスポーンポイントから出てくるため、通常の対人爆破なら最速でたどり着けない場所にも待ち構えている場合もある。また、AIが所持する銃器の一部にはカスタムが施されている模様。
- 爆破戦マップ（HOT対象は4/12時点）
  - HAMMER BLOW （HOT）
  - DUAL SIGHT （HOT）
  - FOX HUNTING （HOT）
  - SHOW DOWN
  - INDIA （HOT）
  - CANNON （HOT）
  - AIRPLANE （HOT）
  - SLIM FOX
  - ASLAN （HOT）
  - SUPPLY(RAIN)
  - RADAR
  - BLACT SCENT(SNOW)
  - POWER PLANT
    - POWER PLANT-H

  - STACCATO
  - FACTORY
  - SHARK
  - HELL HOUND V2.0
  - STONE TEMPLE  （HOT）
  - UNDER FAST
  - AIRCRAFT CARRIER
  - 以下AI爆破戦
  - AI-CANNON（Easy）
  - AI-CANNON（Normal）
  - AI-SUPPLY（Easy）
  - AI-SUPPLY（Normal）
  - AI-AIRPLANE（Easy）
  - AI-AIRPLANE（Normal）
  - AI-RADAR (Easy)
  - AI-RADAR (Normal)
  - AI-ASLAN（Easy）
  - AI-ASLAN（Normal）
  - AI-INDIA（Easy）
  - AI-INDIA（Normal）
  - AI-HAMMER BLOW (Easy)
  - AI-HAMMER BLOW (Normal)
  - AI-BLACK SCENT (Easy)
  - AI-BLACK SCENT (Normal)
  - AI-FOX HUNTING (Easy)
  - AI-FOX HUNTING (Normal)
  - AI-FACTORY (Easy)
  - AI-FACTORY (Normal)
  - AI-HELL HOUND V2.0 (Easy)
  - AI-HELL HOUND V2.0 (Normal)
  - AI-STONE TEMPLE(Easy)
  - AI-STONE TEMPLE(Normal)

### 護衛 (Escort)
攻撃側（EU軍）は、戦車を護衛し制限時間内で目標ポイントまで進攻すると勝利となる。防衛側（NRF軍）は、制限時間終了までに目標ポイントに到達されるのを阻止することで勝利となる。制限時間は15分間。1ラウンドが終了すると攻守が交代する。
攻守交替時に、1ラウンド目の状況により、以下のように状況が変化する。
- 先攻が制限時間内に戦車を目標地点まで進めるのに成功した場合、後攻の制限時間は15分-先攻が目標地点に達した時の残り時間となる。
- 先攻が制限時間内に戦車を目標地点まで進攻できなかった場合、後攻は制限時間（15分）以内に先攻の進攻地点まで戦車を進めれば勝利となる。

戦車が進軍するにはEU軍の兵士がそばにいることが必要。誰もいない場合は戦車の進軍が停止する。戦車は一定のルートを通るため、ルート変更は不可能である。戦車は通常武器では破壊できず、マップ上の箱から取得できるRPG-7でしか破壊することができない。RPG-7は両軍ともに取得できる。
戦車はRPG-7の2発直撃で進軍不能となり、EU軍の修理が必要となる。また、直撃でなく爆風があたっていた場合は3発必要な場合がある。
破壊された戦車は修理が必要となり、EU軍が一人若しくは二人で行う。二人で修理することで修理速度が上がる。
護衛で使用できる戦車の兵装は、上にある機関銃のみであり、主砲は使用できない。機関銃を使用できるのはEU軍兵士のみ。戦車に乗ることで使用できるが、上半身を固定された見通しの良い戦車上に晒すことになるため注意が必要。また、RPG-7が命中すると乗っている兵士も死亡する。
戦車が破壊されたまま一定時間が経過すると、攻撃側の偵察機が偵察し、敵の場所を一定時間表示させるサポートがある。
- 護衛戦マップ
  - STORM BLITZ
  - RISING DUST
  - RISING DUST(NIGHT OPS)
  - BURNING TEMPLE
  - SCORPION
  - STORM BLITZ（NIGHT OPS）
  - BLACKHAWK
  - WHITE OUT
  - CASABLANCA
  - FURY

### 鎮圧 (Suppression)
規定された人数の、ランダムでリスポーンするAIを制限時間内に全滅させることでラウンド勝利となる。
プレイヤーのリスポーン数が規定されており、残数が尽きると敗北となる。
敵を倒すと、弾薬回復もしくは体力回復アイテムを落とすことがあり、それらを拾うことで弾薬、体力の回復が可能となる。
2009年5月20日のアップデートから最大4人で協力できるCo-opモードが実装された。
- 掃討戦マップ
  - AI-CASTLE ROCK
  - AI-CHROMITE
  - AI-WINDMILL

### 占領 (Domination)
MAP中央にある占領地点を占拠することが目的。死亡しても何度でもリスポーンできる。占領地点を自軍の占領状態にし、制限時間内に占領ゲージを全て満たした側が勝利となる。時間制限内に両軍ともゲージを全て満たせない場合は占領ゲージの多いほうが勝利し、差がない場合は最後に占領状態であった陣営の勝利となる。
航空支援ゲージがすべて満たされると、自軍リスポーン地点にある無線から航空支援を要請できる。敵軍が占領している状態でなければ要請できない。
要請が承認されると、UAV偵察およびヘリコプターからの狙撃が行われる。なお、ヘリにいる狙撃手（NPC）は倒せない。
障害物としてMAP上に合計四本のレールが設置してあり、一定の間隔で高速の貨物列車が通過し、触れると即死する。通過前には信号機が赤くなるため、タイミングを見極めることができる。占領施設の建物内には体力回復用のスティムパックがあり、体力の回復ができる。
- 占領戦マップ
  - BLAZING FORT
  - CASTLE

### 生存 (Survival)
Survival（生存）は、一人または数名の仲間とともに多数のAIと戦い、ゲームクリアを目指すモードである。
難易度によって敵の出現数や体力などが異なるため、難しくなるほどに仲間との連携が必要なモードである。

#### PRISON BREAK
PRISON BREAKは、大暴動が発生した捕虜収容所を舞台に、凶暴化した無数の捕虜を撃退し生き残ることを目的とするものである。敵は地下施設から流出した薬品に感染し凶暴化した、という設定である。

##### PRISON BREAK -Survival-
Survival（サバイバル）の名の通り、生存を目的としたモード。プレイヤーはEU軍兵士となり、暴動が発生した捕虜収容所で救出を待つという設定である。ゲーム開始時に「ヘリが来るまで生き延びよ」との表示があるが、救助ヘリが来ることは無く、いかに長時間、多数の敵を倒せるかを競うモードである。
敵はBOTだが、掃討戦とは違い銃を携帯してはいないものの、銃器の代わりにナイフや配膳トレイ、斧などで武装して襲いかかってくる。服の色によって持つ武器や特徴が違い、中には「足が速い」や「腕力が高い」などの特徴を持った捕虜もいる、敵を倒すと時々体力回復用のスティムパックや弾丸補充アイテムを落とすが、一定時間経過すると消滅する。ある一定の時間ごとに捕虜がリスポーンするため、あるタイミングで大量発生する場合がある。

##### PRISON BREAK -Escape-
PRISON BREAK -Survival-の続きとも言えるモードで、「脱出」を目的とする。脱出用ヘリのあるヘリポートを目指して暴徒で溢れかえる捕虜収容所を突破して行くモードである。ラウンド制で3つラウンドがある。ラウンドごとに残りリスポーン数が指定されており、難易度により変化する。ラウンドが変われば弾薬数、体力、残リスポーン数などはリセットされる。PRISON BREAK -Survival-で登場した捕虜の他に、銃で武装した捕虜が登場する。

##### PRISON BREAK2 -Rescue-
3つ目のモード「Rescue」は、NRF軍病院内に監禁されている情報士官、エヴァ・マリア・ヴォレル中尉（日本語版 CV：田中敦子）を救出するモードである。基本的な特徴はPRISON BREAK -Escape-と同様であるが、NPCである情報士官が死亡してしまうと任務失敗となるなどの特徴がある。EasyモードとNormalモード、2つのモードが存在し、Easyモードは最大5人、Normalモードは最大4人でプレイ可能。NPCの情報士官はハンドガンを装備しており、体力回復用のスティムパックの上を通ることで体力を回復させられる。また、プレイヤーが接近しないと移動しない。ゲーム内で出現する箱を取得すると、ゲーム終了時に化学防護服などのアイテムがもらえる場合がある。

#### BATTLE GEAR
BATTLE GEARシリーズは、飽和攻撃プログラムが起動してしまい暴走状態となったバトルギアと研究施設制圧のためEU特殊部隊としてヴォルクタ廃鉱山秘密研究所に送られたという設定である。PRISON BREAKシリーズと同様に敵はAIだが、暴走した捕虜ではなくロボットである。BATTLE GEARシリーズの報酬は、一定数殲滅やプレイ時間など、変則的な支給となっている。

##### BATTLE GEAR -BEGINZ-
BATTLE GEAR -BEGINZ-は、バトルギアシリーズ第一弾で、敵は暴走したロボットである。ラウンドはボス戦を含め全部で5ラウンド。1-4ラウンドでは各ラウンドごとに中ボス、大ボスが登場する。また、大ボスを倒すまで無限にAIは湧き続ける。大量に出てくる敵AIはランダムで弾薬補充や体力回復ができるアイテムを落とす。Easyモード、Normalモード、Hardモードの3つのモードが存在する。
最終ラウンドでは全員が特殊な銃と化学防護服を装備し、最後のボス一体を破壊すると作戦成功となる。
最終ラウンドで全員が持つ特殊な銃は弾が無限であり、右クリックで発射モード切替が可能である。

##### BATTLE GEAR -BLOOD-
BATTLE GEAR -BLOOD-は、バトルギアシリーズ第二弾で、前回同様暴走した敵ロボットを殲滅する。Easyモード、Normalモードの二つが存在する。今回はラウンド制ではなく、生存（サバイバル）モードとなっており、15分間生き抜くことでミッション達成となるが、加えてハイスコア更新を狙って敵を倒し続けることが重要になる。
AIは時間まで無限に湧き続け、一定時間ごとに中ボスが登場する。
また、BEGINZとの違いとして、一定量の敵を倒すごとに画面中央のゲージがたまり、最大までたまると一定時間前作最終ラウンドで使用できる特殊な銃を使用できる。MAP上に設けられた通信設備から航空支援を要請し、一度だけMAP上のすべての敵を殲滅することが可能。

#### DEATH VALLEY
DEATH VALLEYは、PRISON BREAKシリーズ、BATTLE GEARシリーズとは異なり、インドネシアとパプアニューギニアの境界にある密林に覆われた小島が舞台になっている。
島はNRF軍の残党により占拠され要塞化されており、プレイヤー達は敵組織の殲滅および島からの生還を目指す。難易度はEasyとNormalがあり、プレイ人数は最大4人。
島内部にはPRISON BREAKにて登場した敵の他に強化された兵士や爆発するドラム缶を投げてくる中ボス的存在のキャラや、両腕にチェーンソーをもったラスボス的存在のキャラも登場する。
また、島内部は、落下する巨石やUAVによる爆撃など、侵入者を排除する仕掛けが設置されており、より一層、プレイヤー間の連携が求められるつくりになっている。

#### LOCK DOWN
LOCK DOWNは、PrisonBreakシリーズのスピンアウト作品である。プレイヤーはボスニア・ヘルツェゴビナのトレビニェにある補給基地へ潜入するが、謀略により地下巨大監獄に閉じ込められた、という設定である。
PRISON BREAK -Survival-と同様に、多数の敵を掃討するゲーム内容になっているが、終わりのない-Survival-とは違い、難易度ごとにラウンド数が設定されており、Easyモード 5ラウンド、Normalモード 6ラウンド、Hardモードは26ラウンドとなっている。ラウンド全てをクリアすればゲームクリアとなる。また、手榴弾を投げてくるなど、新たな敵も追加されている。

### FFA (Free For All)
FFA（Free For All）は、自分以外は全て敵、つまりバトルロイヤル状態となる。最大16人で行うデスマッチ方式のモードである。以下のような特徴がある。
- 制限時間内に10、20、30、40、50ポイント先取したプレイヤーが勝利する
- 制限時間は20分、先取ポイントはルーム設定により変更可能
- マップ内には体力回復用のスティムパックが置かれている
- リスポーンポイントはランダムである
- FFAマップ
  - FFA BreakOut
  - FFA FOX HUNTING
  - FFA CANNON
  - FFA SUPPLY
  - FFA AIRPLANE

### 感染 Z (Infection)
Infection（感染 Z）は、感染体（いわゆるゾンビ）とEU軍の最大16人で行われる、感染型ゲームである。このゲームでの目標1ラウンド3分以内に宿主（ゾンビ）側はEU兵を全員感染体にすることであり、EU側は感染体の全殲滅または感染しないように生き残ることである。また、最終的な勝敗は無く、全ラウンドプレイでクリアであるため、スコアは勝敗に関係しない。ラウンド開始時は宿主はわからず、十秒ほどすると8人以下の場合は1人、8人以上の場合は2人宿主がランダムで出現する。感染体になると全く銃を扱えなくなるが、体力が増え、ジャンプ能力と移動速度が上がる。また、宿主は特殊能力を使用できる。感染モード用のアイテムがあり、装備すると感染体のみ使用可能な投擲武器やジャンプ力強化、非感染体は対感染体用地雷などの特殊武器や特殊効果を使用できる。DARK CHAMBERでのみ、宿主と感染体の体力が少しずつ回復する。
前から実装されていたMAPが使用されているものもあるが、MAPは一部作り変えられている。ラウンドの途中2回、MAPのどこかに2個支援物資が出現する。
- 感染マップ
  - BURNING TEMPLE（INFECTION）
  - PRISON BREAK（INFECTION）
  - DUAL SIGHT（INFECTION）
  - DARK CHAMBER
  - AWAKEN

### 脱出(Escape)
Escape（脱出）は、その名の通り、MAP上の脱出地点へ移動し脱出することを目的としたルールである。
EU側は敵妨害を排除しながら脱出地点へ移動すること、NRF側は脱出しようとするEU側を妨害し、脱出させないことが目標となる。
同じようなルールとしてConvoy（奪取）があるが、Convoyは小型核爆弾を奪取し、脱出地点へ行くことが目標であるのに対し、Escapeは奪取の必要性が無い。
- 脱出マップ
  - E-BOAT
  - E-SPACE
  - E-TRAIN

## 兵科
本作では、複数の銃を装備し随時持ち替えるという方式は取らず、兵科を変更することにより使用する銃を変える方式を取っている。各兵科毎にメイン武器1挺、サブ武器1挺、近接武器、投擲武器を所持できる。兵科は、次のリスポーン（もしくはラウンド）時に切り替わるようにF1-F3キーを押すことで設定できる。
使用可能な武器は、インベントリ内では制限されているが、戦闘中は多兵種の武器も取得できるようになっている。また、それぞれの役割に特化したスキルは、戦闘時の条件を満たしたり、デイリークエストやラッキーショットの報奨で獲得できるバトルポイント（BP）でショップにて購入することで取得可能となる。
ポイントマン
軽量のサブマシンガンもしくはショットガンを装備して迅速な動きで任務を遂行する。主に偵察や奇襲など、一撃離脱を得意とする兵科。
ライフルマン
アサルトライフルを装備し、部隊の指揮や前線での戦闘を得意とする兵科。
スナイパー
スナイパーライフルを装備して遠距離射撃による攻撃支援、拠点の防衛などで活躍する兵科。
分隊長
厳密には兵科ではない。どの兵科でも双眼鏡を持つことで分隊長になることができる。分隊長は双眼鏡を使い、UAVに偵察指示を出すことができる。
偵察された敵兵は一定時間マーキングされる。また、ラジオチャットにて、最優先オブジェクト設定などの指揮を行える。
ゲーム開始時は、階級の最も高いプレイヤー（同階級であればリーダースコアの高いプレイヤー）が分隊長に任命される。
双眼鏡を落とすことで分隊長を辞めることもできる。また、落ちている双眼鏡を拾えば階級の低い兵士でも分隊長になることができる。

## 登場武器
実在する銃をモチーフとしているものがほとんどである。カスタムパーツを装着することで性能の調整を行える銃もある。また、兵科が違っても敵や味方が落とした武器を拾うことで他兵科の武器を使用することができる。

### アサルトライフル
ライフルマンを選択した場合のメイン武器。
| 名称                | 実銃名称                     | 価格（永久型） | 価格（耐久型） | カスタム可/不可 | 備考 |
| ------------------- | ---------------------------- | -------------- | -------------- | --------------- | --- |
| G3A3                | H&K G3A3                     |                |                | 可              | 初期支給武器。永久型で支給される。                                                                         |
| M16A2               | M16A2                        | € 36,000       | € 3,600        | 可              | |
| AK47 Mk.2           | AK-47                        | € 42,000       | € 4,200        | 可              | |
| M4A1 Mk.2           | M4A1                         | € 42,000       | € 4,200        | 可              | |
| G36                 | H&K G36                      | € 37,000       | € 3,700        | 可              | 階級：伍長以上使用可。 カスタムにてG36Railにすることが可能。                                               |
| FA-MAS              | FA-MAS                       | € 38,000       | € 3,800        | 可              | 階級：伍長1以上使用可。 カスタムにてFA-MAS G2にすることが可能。                                            |
| AK-74M              | AK-74M                       | € 41,000       | € 4,100        | 可              | 階級：伍長2以上使用可。                                                                                    |
| AUG A1              | ステアーAUG                  | € 42,000       | € 4,200        | 可              | 階級：伍長2以上使用可。 カスタムにてAUG A3にすることが可能。                                               |
| AN-94               | AN-94                        | € 45,000       | € 4,500        | 可              | 階級：伍長2以上使用可。                                                                                    |
| TAR-21              | IMI タボールTAR-21           | € 44,000       | € 4,400        | 可              | 階級：伍長3以上使用可。                                                                                    |
| SG550               | SIG SG550                    | € 47,000       |                | 不可            | 階級：伍長4以上使用可。                                                                                    |
| Sako Rk95           | RK 95 TP                     | € 50,000       |                | 可              | 階級：伍長4以上使用可。                                                                                    |
| L85A2               | L85A2                        | € 48,000       |                | 可              | 階級：伍長5以上使用可。                                                                                    |
| M14EBR              | スプリングフィールドM14      | € 53,000       |                | 可              | 階級：伍長5以上使用可。                                                                                    |
| FN FNC              | FN FNC                       | € 48,000       |                | 可              | 階級：伍長5以上使用可。                                                                                    |
| HK416               | H&K HK416                    | € 50,000       |                | 可              | 階級：伍長5以上使用可。                                                                                    |
| RX4-Storm           | ベレッタ Rx4 Storm           | € 48,000       |                | 可              | 階級：伍長5以上使用可。                                                                                    |
| Diemaco C7A2        | コルト・カナダ C7            | € 47,000       |                | 可              | 階級：伍長5以上使用可。                                                                                    |
| SA58 Para           | SA58                         | € 58,000       |                | 可              | 階級：伍長5以上使用可。                                                                                    |
| Robinson XCR        | ロビンソン・アーマメント XCR | € 58,000       |                | 可              | 階級：伍長5以上使用可。                                                                                    |
| SG556               | SIG SG556                    | € 58,000       |                | 可              | 階級：伍長5以上使用可。                                                                                    |
| K2 Rail             | K2                           | € 50,000       |                | 可              | 階級：伍長5以上使用可。                                                                                    |
| FN F2000            | FN F2000                     | € 58,000       |                | 可              | 階級：伍長5以上使用可。                                                                                    |
| M4A1 Mk.3           | M4A1                         | € 48,000       |                | 不可            | |
| AK47 Mk.3           | AK-47                        | € 48,000       |                | 不可            | |
| OTs-14 Groza        | OTs-14                       | €55,000        |                | 可              | 階級：伍長5以上使用可。                                                                                    |
| AK107               | AK-107                       | €58,000        |                | 可              | 階級：伍長5以上使用可。                                                                                    |
| CR21                | ベクター CR21                | €58,000        |                | 可              | 階級：伍長5以上使用可。 ミッション：INFECTIONで出現する感染体に対して特に効果的な銃。                      |
| Remington R4        | レミントン R4                | €57,000        |                | 可              | 階級：伍長5以上使用可。                                                                                    |
| XM8                 | H&K XM8                      | €58,000        |                | 可              | |
| AMD65               | AMD-65                       | €53,000        |                | 可              | 階級：伍長5以上使用可。                                                                                    |
| FA-MAS Mk.3         | FA-MAS                       | €48,000        |                | 可              | カスタムにより3点バーストに変更可能。                                                                      |
| MG4KE               | H&K MG4KE                    | €58,000        |                | 可              | 階級：伍長5以上使用可。                                                                                    |
| AK200               | AK-200                       | € 56,000       |                | 可              | 階級：伍長1以上使用可。                                                                                    |
| Stg44               | StG44                        |                |                | 不可            | カプセル商店での大当たりでのみ入手可能。                                                                   |
| M4A1 Chrome         | M4A1                         |                |                | 不可            | カプセル商店での大当たりでのみ入手可能。                                                                   |
| Type89              | 89式5.56mm小銃               |                |                | 不可            | カプセル商店での大当たりでのみ入手可能（日本限定）。                                                       |
| FG42                | FG42                         |                |                | 不可            | カプセル商店での大当たりでのみ入手可能。                                                                   |
| G36 Alligator       | H&K G36                      |                |                | 不可            | カプセル商店での大当たりでのみ入手可能。                                                                   |
| AK-74M Seroja       | AK-74M                       |                |                | 不可            | カプセル商店での大当たりでのみ入手可能。                                                                   |
| AK-47 Predator      | AK-47                        |                |                | 不可            | カプセル商店での大当たりでのみ入手可能。                                                                   |
| M16A2 Snow Reopard  | M16A2                        |                |                | 不可            | カプセル商店での大当たりでのみ入手可能。 北米版AVA デザインコンテスト最優秀作品がペイントされたもの。      |
| M16A2 Pristis       | M16A2                        |                |                | 不可            | カプセル商店での大当たりでのみ入手可能。                                                                   |
| AN-94 Onca          | AN-94                        |                |                | 不可            | カプセル商店での大当たりでのみ入手可能。                                                                   |
| M1 Garand           | M1ガーランド                 |                |                | 不可            | カプセル商店での大当たりでのみ入手可能。                                                                   |
| TAR Sakura          | IMI タボールTAR-21           |                |                | 不可            | カプセル商店での大当たりでのみ入手可能。 日本版AVA第一回デザインコンテスト最優秀作品がペイントされたもの。 |
| F2000 Navidad       | FN F2000                     |                |                | 可              | 期間制（30日）で500JEWEL（500円）。FN F2000と同じ性能。期間限定販売。                                      |
| Type89 LoveShot     | 89式5.56mm小銃               |                |                | 不可            | 期間制（30日）で1,800JEWEL（1,800円）。Type89と同じ性能。期間限定販売。                                    |
| Type89 Virgo        | 89式5.56mm小銃               |                |                | 不可            | 期間制（30日）で1,800JEWEL（1,800円）。Type89と同じ性能。期間限定販売。                                    |
| M4A1 Carpio         | M4A1                         | 3,400JEWEL     |                | 不可            | 期間限定で永久型として販売。M4A1 Mk.3と同じ性能。                                                          |
| FAL Cannon          | SA58                         | 3,600JEWEL     |                | 可              | 期間限定で永久型として販売。 SA58 Paraと同じ性能。                                                         |
| M4A1 Bumblebee      | M4A1                         |                |                | 不可            | カプセル商店での大当たりでのみ入手可能。                                                                   |
| FA-MAS F1 Firefox   | FA-MAS                       |                |                | 不可            | カプセル商店での大当たりでのみ入手可能。                                                                   |
| M2 Carbine          | M2カービン                   |                |                | 不可            | カプセル商店での大当たりでのみ入手可能。                                                                   |
| AK-47 HAWKEYE       | AK-47                        |                |                | 不可            | カプセル商店での大当たりでのみ入手可能。                                                                   |
| AN-94 Sidewinder    | AN-94                        |                |                | 不可            | カプセル商店での大当たりでのみ入手可能。                                                                   |
| G3A3 Nero           | H&K G3A3                     |                |                | 不可            | カプセル商店での大当たりでのみ入手可能。                                                                   |
| M16A2 Pristis Burst | M16A2                        |                |                | 不可            | カプセル商店での大当たりでのみ入手可能。 3点バースト撃ち固定。                                             |
| Type64              | 64式7.62mm小銃               |                |                | 不可            | カプセル商店での大当たりでのみ入手可能（日本限定）。                                                       |

### サブマシンガン
ポイントマンを選択した場合のメイン武器。ほとんどの銃にサプレッサーを装着できる。
| 名称                | 実銃名称          | 価格（永久型） | 価格（耐久型） | カスタム可/不可 | 備考                                                                                                   |
| ------------------- | ----------------- | -------------- | -------------- | --------------- | --- |
| MP5A3               | H&K MP5A3         |                |                | 可              | 初期支給武器。永久型で支給される。                                                                     |
| Bizon PP-19 Mk.II   | PP-19 Bizon       | € 36,000       | € 3,600        | 可              | |
| Uzi                 | Uzi               | € 37,000       | € 3,700        | 可              | |
| MP5K-PDW Mk.II      | H&K MP5K-PDW      | € 33,000       | € 3,300        | 可              | |
| UMP45               | H&K UMP           | € 34,000       | € 3,400        | 可              | 階級：伍長1以上使用可。                                                                                |
| P90 Mk.II           | FN P90            | € 40,000       | € 4,000        | 可              | 階級：伍長2以上使用可。                                                                                |
| AKS-74U             | AKS-74U           | € 35,000       | € 3,500        | 可              | 階級：伍長2以上使用可。 サプレッサー装着不可。                                                         |
| KBP PP2000          | PP-2000           | € 43,000       | € 4,300        | 可              | 階級：伍長2以上使用可。                                                                                |
| SG552 Commando      | SIG SG552         | € 46,000       |                | 可              | 階級：伍長4以上使用可。 カスタムにてSG552 RISにすることが可能。                                        |
| Kriss Super V       | クリス ヴェクター | € 48,000       |                | 可              | 階級：伍長4以上使用可。                                                                                |
| M4 Spectre          | スペクトラ M4     | € 48,000       |                | 可              | 階級：伍長5以上使用可。                                                                                |
| K1A1 Rail           | K1A               | € 47,000       |                | 可              | 階級：伍長5以上使用可。 サプレッサー装着不可。                                                         |
| MP7A1               | H&K MP7           | € 49,000       |                | 可              | 階級：伍長5以上使用可。                                                                                |
| SR-2M Veresk        | SR-2M ヴェレスク  | € 50,000       |                | 可              | 階級：伍長5以上使用可。                                                                                |
| MP5SD5              | H&K MP5SD5        | € 50,000       |                | 可              | 階級：伍長5以上使用可。                                                                                |
| Galil MAR           | IMI ガリル MAR    | € 54,000       |                | 不可            | 階級：伍長5以上使用可。                                                                                |
| Calico M950         | キャリコ M950     | € 54,000       |                | 不可            | 階級：伍長5以上使用可。                                                                                |
| AUG A2 Commando     | AUG A3 SF         | € 52,000       |                | 可              | 階級：伍長5以上使用可。 サプレッサー装着不可。                                                         |
| SR-3M Vikhr         | SR-3              | € 56,000       |                | 不可            | サプレッサー装着不可。                                                                                 |
| PPSh41              | PPSh-41           |                |                | 不可            | カプセル商店での大当たりでのみ入手可能。                                                               |
| L2A3                | スターリング Mk.4 |                |                | 不可            | カプセル商店での大当たりでのみ入手可能。                                                               |
| MP40                | MP40              |                |                | 不可            | カプセル商店での大当たりでのみ入手可能。                                                               |
| M1A1 Thompson       | M1A1 トンプソン   |                |                | 不可            | カプセル商店での大当たりでのみ入手可能。                                                               |
| Dual TMP            | ステアーTMP       |                |                | 不可            | カプセル商店での大当たりでのみ入手可能。 一回の射撃で2発の弾を撃つ。                                   |
| P90 Harimau         | FN P90            |                |                | 不可            | カプセル商店での大当たりでのみ入手可能。                                                               |
| Bizon Arachne       | PP-19 Bizon       |                |                | 不可            | カプセル商店での大当たりでのみ入手可能。                                                               |
| AKS-74U Desmodus    | AKS-74U           |                |                | 不可            | カプセル商店での大当たりでのみ入手可能。 サプレッサー装着不可。                                        |
| Kriss Super V Houou | クリス ヴェクター |                |                | 不可            | カプセル商店での大当たりでのみ入手可能。 日本AVA銃器デザインコンテストの優勝作品がペイントされている。 |

### ショットガン
ポイントマンを選択した場合のメイン武器。
| 名称                 | 実銃名称               | 価格（永久型） | 価格（耐久型） | カスタム可/不可 | 備考                                                         |
| -------------------- | ---------------------- | -------------- | -------------- | --------------- | ------------------------------------------------------------ |
| Remington 870        | レミントンM870         | € 41,000       | € 4,100        | 可              | 階級：伍長1以上使用可。                                      |
| SPAS-12              | フランキ・スパス12     | € 45,000       |                | 可              | 階級：伍長3以上使用可。                                      |
| Saiga12              | イズマッシュ・サイガ12 | € 49,000       |                | 可              | 階級：伍長5以上使用可。                                      |
| FN TPS               | FN TPS                 | € 53,000       |                | 可              | 階級：伍長5以上使用可。                                      |
| SPAS-15              | フランキ・スパス15     | € 59,000       |                | 可              | 階級：伍長5以上使用可。                                      |
| Striker 12           | RDI ストライカー12     | € 55,000       |                | 可              | 階級：伍長5以上使用可。                                      |
| Benelli M1014        | ベネリ M4 スーペル90   |                |                | 不可            | カプセル商店での大当たりでのみ入手可能。                     |
| Remington Blue Skull | レミントンM870         |                |                | 不可            | カプセル商店での大当たりでのみ入手可能。                     |
| BG Crusher           | フランキ・スパス15     | 3,200JEWEL     |                | 可              | 期間限定で購入可能。 SPAS-15とは色違いなだけで性能差はない。 |

### スナイパーライフル
スナイパーを選択した場合のメイン武器。
| 名称                 | 実銃名称         | 価格（永久型） | 価格（耐久型） | カスタム可/不可 | 備考                                                                   |
| -------------------- | ---------------- | -------------- | -------------- | --------------- | ---------------------------------------------------------------------- |
| M24                  | M24 SWS          |                |                | 可              | 初期支給武器。永久型で支給される。                                     |
| SV-98                | SV-98            | € 41,000       | € 4,100        | 可              |                                                                        |
| TPG-1                | TPG-1            | € 46,000       |                | 可              | 階級：伍長1以上使用可。                                                |
| MSG-90A1             | H&K MSG90        | € 39,000       | € 3,900        | 可              | セミオート                                                             |
| Galil Sniper         | IMI ガラッツ     | € 31,000       | € 3,100        | 可              | セミオート                                                             |
| Dragunov SVD         | ドラグノフ狙撃銃 | € 38,000       | € 3,800        | 可              | 階級：伍長2以上使用可。 セミオート。                                   |
| VSS                  | VSS              | € 46,000       |                | 可              | 階級：伍長2以上使用可。 セミオート。                                   |
| AWM                  | AWM              | € 49,000       |                | 可              | 階級：伍長4以上使用可。                                                |
| Knights SR-25        | SR-25            | € 55,000       |                | 可              | 階級：伍長5以上使用可。 セミオート。                                   |
| IMI 99SR             | IMI SR-99        | € 47,000       |                | 可              | 階級：伍長5以上使用可。 セミオート。                                   |
| Walther Wa-2000      | ワルサーWA2000   | € 58,000       |                | 可              | 階級：伍長5以上使用可。 セミオート。                                   |
| DSR-1                | DSR-1            | € 57,000       |                | 可              | 階級：伍長5以上使用可。                                                |
| PGM .338             | PGM 338          | € 59,000       |                | 可              | 階級：伍長5以上使用可。                                                |
| HK417                | H&K HK417        | € 59,000       |                | 可              | 階級：伍長5以上使用可。 セミオート。                                   |
| Blaser R93           | ブレイザーR93    | € 58,000       |                | 可              | 階級：伍長5以上使用可。                                                |
| FR-F2                | FR F2            |                |                | 可              | カプセル商店での大当たりでのみ入手可能。                               |
| Kar-98K              | Kar98k           |                |                | 不可            | カプセル商店での大当たりでのみ入手可能。                               |
| Mosin Nagant         | モシン・ナガン   |                |                | 不可            | カプセル商店での大当たりでのみ入手可能。                               |
| Silver Arrow         | SV-98            |                |                | 不可            | カプセル商店での大当たりでのみ入手可能。                               |
| TPG-1 EPKO           | TPG-1            |                |                | 不可            | カプセル商店での大当たりでのみ入手可能。                               |
| VSS Katana           | VSS              |                |                | 不可            | カプセル商店での大当たりのみ入手可能。 セミオート。                    |
| Mad Galil            | IMI ガラッツ     |                |                | 不可            | カプセル商店での大当たりでのみ入手可能。 セミオート。                  |
| SVD Zebra            | ドラグノフ狙撃銃 |                |                | 不可            | カプセル商店での大当たりでのみ入手可能。 セミオート。                  |
| MSG-90A1 Borte Chino | H&K MSG90        |                |                | 不可            | カプセル商店での大当たりでのみ入手可能。 セミオート。                  |
| M82A3                | バレットM82A3    |                |                | 不可            | 傭兵モードで後半加勢するAI一名が所持。殲滅マップ：GALLERYでも2丁出現。 |

### サブ武器
全兵科共通で使用可能なサイドアーム。カスタムパーツを装着することはできない。
| 名称                  | 実銃名称                               | 価格（永久型） | 価格（耐久型） | 備考                                                                           |
| --------------------- | -------------------------------------- | -------------- | -------------- | ------------------------------------------------------------------------------ |
| P226                  | SIG SAUER P226                         | € 7,000        | € 700          | 初期支給武器。 サプレッサー装着可。                                            |
| Glock 21C             | グロック21C                            | € 10,000       | € 1,000        |                                                                                |
| Beretta 92FS          | ベレッタ 92FS                          | € 20,000       | € 2,000        | 階級：伍長1以上使用可。 サプレッサー装着可。                                   |
| Skorpion vz.61        | Vz 61                                  | € 14,000       | € 1,400        |                                                                                |
| Stechkin APS          | APS                                    | € 22,000       | € 2,200        | 階級：伍長1以上使用可。                                                        |
| Cz75                  | Cz75                                   | € 24,000       | € 2,400        |                                                                                |
| Mk.23 SOCOM           | H&K MARK 23                            | € 27,000       |                | 階級：伍長5以上使用可。 サプレッサー装着可。                                   |
| TMP                   | ステアーTMP                            | € 21,000       |                | 階級：曹長1以上使用可。                                                        |
| Desert Eagle          | デザートイーグル                       |                |                | AVA-BOXおよびイベント限定品。                                                  |
| 92FS ENGRAVE          | ベレッタ 92FS                          | 1,200JEWEL     |                | サプレッサー装着可。イベント販売。 特殊彫刻入り。                              |
| 92FS PRAY FOR JAPAN   | ベレッタ 92FS                          | 1,200JEWEL     |                | サプレッサー装着可。イベント販売。 特殊彫刻入り92FS ENGRAVEに酷似。            |
| Beretta Barbatos      | ベレッタ 92FS                          |                |                | サプレッサー装着可。ミッションクリア報酬、イベント配布でのみ入手可能。         |
| Beretta Dual Barbatos | ベレッタ 92FS2                         |                |                | Beretta Barbatosの二丁持ち。ミッションクリア報酬、イベント配布でのみ入手可能。 |
| MK.23 Tempest         | H&K MARK 23                            |                |                | Mk.23 Socomの色違い。ミッションクリア報酬、イベント配布でのみ入手可能。        |
| SW1911                | S&W SW1911                             |                |                | カプセル商店での大当たりでのみ入手可能。                                       |
| Ingram MAC10          | イングラムM10                          |                |                | カプセル商店での大当たりでのみ入手可能。 サプレッサー装着可。                  |
| Walther P38           | ワルサーP38                            |                |                | カプセル商店での大当たりでのみ入手可能。                                       |
| Python 357            | コルト・パイソン                       |                |                | カプセル商店での大当たりでのみ入手可能。                                       |
| FN57                  | FN Five-seveN                          |                |                | カプセル商店での大当たりでのみ入手可能。                                       |
| Luger P08             | ルガーP08                              |                |                | カプセル商店での大当たりでのみ入手可能。                                       |
| Beretta M93R          | ベレッタM93R                           |                |                | カプセル商店での大当たりでのみ入手可能。                                       |
| Colt SAA              | コルト・シングル・アクション・アーミー |                |                | カプセル商店での大当たりでのみ入手可能。                                       |
| Winchester M1887S     | ウィンチェスターM1887/1901             |                |                | カプセル商店での大当たりでのみ入手可能。                                       |
| M29                   | S&W M29                                |                |                | カプセル商店での大当たりでのみ入手可能。                                       |

### 近接武器
全兵科共通で使用可能な近接武器。
| 名称                 | 実名称           | 価格（永久型）                           | 価格（耐久型）                           | 備考                                                |
| -------------------- | ---------------- | ---------------------------------------- | ---------------------------------------- | --------------------------------------------------- |
| フィールドナイフ     | サバイバルナイフ |                                          |                                          | 初期支給の軍用ナイフ。                              |
| 迷彩ハープーンナイフ |                  |                                          |                                          | AVA-BOX限定品。                                     |
| ツナロックナイフ     | サバイバルナイフ |                                          |                                          | イベント配布。                                      |
| ローズエッジ         | サバイバルナイフ |                                          | 100JEWEL（30日）                         | イベント限定販売。                                  |
| 配膳用トレイ         | トレイ           | 500CP                                    | 50CP（30日）                             | カプセルクーポン（CP）限定販売。                    |
| 凶悪な角材           |                  |                                          | 90CP（30日）                             | カプセルクーポン（CP）限定販売。                    |
| アヒル棒             |                  |                                          | € 6,200（30日）                          |                                                     |
| 軍用スコップ         | シャベル         |                                          | 250JEWEL（30日）                         |                                                     |
| 手斧                 | 斧               |                                          | 250JEWEL（30日）                         |                                                     |
| アナコンダククリ     | ククリ           |                                          |                                          | ミッション報酬品でのみ入手可能。                    |
| ボアククリ           | ククリ           |                                          | 250JEWEL（30日）                         | ミッション報酬品でのみ入手可能。                    |
| エラフェククリ       | ククリ           |                                          |                                          | イベント配布、ミッション報酬品でのみ入手可能。      |
| アヒル棒 Amicitia    |                  |                                          | 300JEWEL（30日）                         | 期間限定販売。性能はアヒル棒と同じ。                |
| アヒル棒 Pure        |                  |                                          | 300JEWEL（30日）                         | 期間限定販売。性能はアヒル棒と同じ。                |
| 青いゾンダーの棒     |                  | クリア報酬、イベント配布でのみ入手可能。 | クリア報酬、イベント配布でのみ入手可能。 | 性能はアヒル棒と同じ。 一部モーションや音が異なる。 |
| イグニスサイズ       |                  |                                          | 450JEWEL（30日）                         | ハロウィン期間限定販売品。                          |

### 投擲武器
全兵科共通で使用可能な投擲武器。
| 名称                      | 実名称            | 価格（永久型） | 価格（耐久型）   | 備考                                                                                        |
| ------------------------- | ----------------- | -------------- | ---------------- | ------------------------------------------------------------------------------------------- |
| M67手榴弾 補給用M67手榴弾 | M67破片手榴弾     |                | € 800            | 初期支給品および補給物資として支給される。ショップでの購入も可能。                          |
| M67-PH手榴弾 M67-AS手榴弾 | M67破片手榴弾     |                |                  | イベント配布品。性能はM67と同等だが、爆発痕がハートマークになる。                           |
| MK3A2手榴弾               | MK3手榴弾         |                | € 1,300          | 敵兵へのダメージと共に閃光により数秒間視力を奪う。                                          |
| M116A1 閃光手榴弾         | M116A1 閃光手榴弾 |                | € 1,000          | 閃光により数秒間視力を奪う。殺傷能力は無い。                                                |
| AN-M8煙幕弾               | AN-M8煙幕弾       |                | € 500            | 視界を遮る煙幕を発生させる。殺傷能力は無い。 2個1セット。                                   |
| M18 RED 煙幕弾            | M18 RED 煙幕弾    |                | € 1,900          | 視界を遮る赤色の煙幕を発生させる。殺傷能力は無い。 AN-M8煙幕弾より遮断効果が高い。          |
| M18 YELLOW 煙幕弾         | M18 YELLOW 煙幕弾 |                | € 1,500          | 視界を遮る黄色の煙幕を発生させる。殺傷能力は無い。 AN-M8煙幕弾より遮断効果が高い。          |
| M18 BLUE 煙幕弾           | M18 BLUE 煙幕弾   |                | € 2,200          | 視界を遮る青色の煙幕を発生させる。殺傷能力は無い。 AN-M8煙幕弾より遮断効果が高い。          |
| M18 PURPLE 煙幕弾         | M18 PURPLE 煙幕弾 |                | € 1,700          | 視界を遮る紫色の煙幕を発生させる。殺傷能力は無い。 AN-M8煙幕弾より遮断効果が高い。          |
| ライトスティック          | ケミカルライト    |                |                  | 特定MAP上の箱から取得可能。投擲後15秒間発光する。色は青と緑の二種類。                       |
| あつあつポテト            | ジャガイモ        |                | € 5,000（30日）  | M67手榴弾と同じ威力だが、投擲軌道や着地時の跳ね方が違う。                                   |
| 不良ポテト                | ジャガイモ        |                | € 2,600（30日）  | M67手榴弾とは投擲軌道や着地時の跳ね方が違う。威力は皆無に等しい。 2個1セット。              |
| M67-FC手榴弾              | M67破片手榴弾     |                |                  | AVA-BOX景品。飛距離が若干短い。爆発時のエフェクトと爆発音が花火になる。                     |
| XM49 HAKUEN               |                   |                | € 5,200（30日）  | 投擲後一瞬で煙が発生する。発生時間は短め。 クリア報酬でのみ入手可能。ショップ購入も可能。   |
| Pike Bomb                 |                   |                |                  | ミッションクリア報酬でのみ入手可能。ダメージあり。                                          |
| カボチャ手榴弾            | カボチャ          |                | 50JEWEL（30日）  | 地面などに接触した瞬間爆発。威力は低い。 期間限定販売品。                                   |
| カボチャ風ポテト          | カボチャ          |                | 300JEWEL（30日） | あつあつポテトと威力や跳ね方が似ているが、それより飛距離が若干長い。 期間限定販売品。       |
| ショコラボム              | チョコレート      |                |                  | M67手榴弾とほぼ同じ性能。爆発音や投擲準備時の音が異なる。 バレンタインBOX景品（期間限定）。 |

### その他
上記の分類にあてはまらない武器。
| 名称                | 実名称          | 備考                                                                                    |
| ------------------- | --------------- | --------------------------------------------------------------------------------------- |
| RPG-7               | RPG-7           | 護衛ミッションでMAP上の箱内に出現。また、DEATH VALLEYのMAPの一部にも装備。              |
| M249                | M249軽機関銃    | 殲滅 MERCENARYモードで後半に参戦するAI一人が所持。また、PRISON BREAK -Escape-でも出現。 |
| Leopard Machine-Gun | ラインメタルMG3 | 護衛ミッションで戦車上に一門設置。EU兵のみ使用可能。                                    |
| Plasma Gun          |                 | BATTLE GEAR -BEGINZ- 最終ラウンドで全員が所持。右クリックでモード切替可能。             |

### 黄金武器
2011年12月1日にAVAが3周年を迎えることを記念して同年11月30日に金装飾のペイントが施された武器が実装された。これらの武器と既存の武器との性能差はない。3周年記念AVA-BOXを開けると入手でき、永久と期間制の両方が存在する。
実装された黄金武器は以下の通り
- MP7A1 Altan
- Veresk Altan
- SG556 Altan
- Groza Altan
- PGM Altan
- DSR-1 Altan
- Altan Eagle
- ククリ Altan
- ククリ Onmitsu
- M67 Altan